# 제시카 크레사

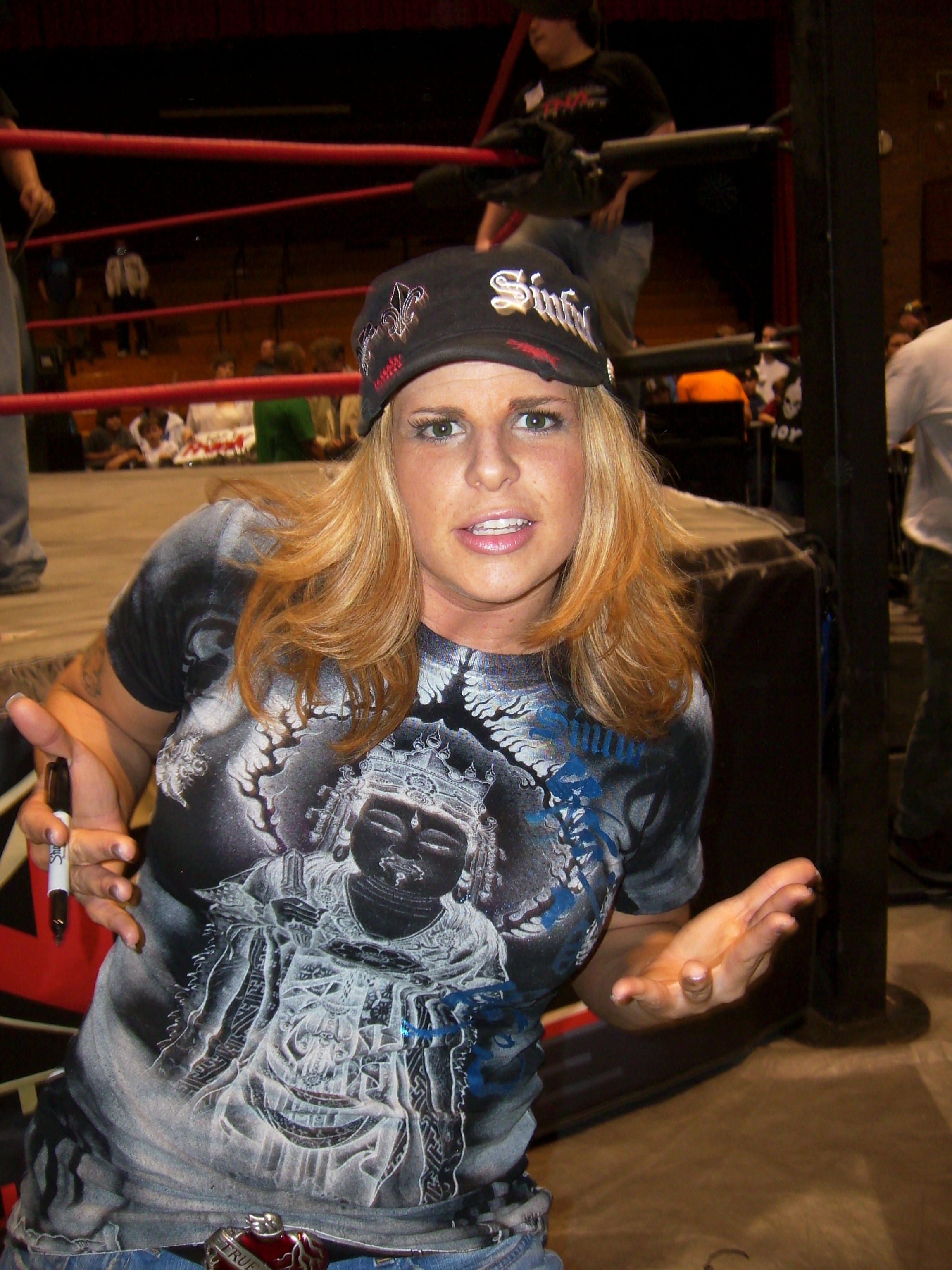
제시카 크레사

제시카 크레사(Jessica Kresa)는 본명은 제시카 노라 크레사(Jessica Nora Kresa, 1978년 6월 6일 ~ )는 미국의 여자 프로레슬링선수로 TNA 링네임은 ODB라는 링네임으로도 잘 알려져 있다. 키는 167cm 몸무게는 59kg이다. 피니쉬는 런닝 파워슬램, 더티 더즌(페이스 스매쉬 인투 턴버클 팔로우 다이빙 부브 테즈 프레스), 뱀(파이어맨즈 캐리 커터), 트레일러 팍 슈터(리프팅 클로버리프), 리스트-락 싯아웃 사이드 슬램으로 사용을 한다. 시그니처 기술은 술 뱉기라는 그런 자주 사용을 한다.

## 챔피언 경력
- MPW 크루저웨이트 챔피언 1회
- OVW 위민스 챔피언 2회
- 미스 OVW (2007)
- PWI 랭크드 헐 #14 오프 더 탑 500 피멜 싱글즈 레슬러 인 더 PWI 피멜 50 인 2008
- SDW 위민스 챔피언 1회
- TWF 위민스 챔피언 1회
- TNA 위민스 넉아웃 챔피언 4회
- TNA 넉아웃 태그팀 챔피언 1회 - 에릭 영
- 건틀렛 포 더 골드 (2008, 2017 넉아웃)
- 뉴 이열즈 넉아웃 이브 토너먼트 (2010)
- 퀸 오프 더 케이지 (2009)
- TNA 월드 컵 오프 레슬링 (2014) - 불리 레이, 거너, 에디 에드워즈, 에릭 영
- USWO 텔레비전 챔피언 1회